# Sonja Bernadotte
Sonja Bernadotte (nacida como Sonja Haunz, 7 de mayo de 1944 – 21 de octubre de 2008) fue una empresaria, horticultora alemana, y viuda del conde Lennart Bernadotte, nieto del rey de Suecia Gustavo V a través de su padre Príncipe Guillermo, duque de Södermanland, segundo hijo del rey, que se casó, en Mainau, el 29 de abril de 1971. Fue de 1981 a 2006, gerenta de GmbH Mainau.
Manejó la "residencia Mainau" en lago de Constanza, en el sur de Alemania que su difunto esposo adquirió en 1932 de su padre. La "residencia Mainau" sirvió como atractivo turístico central del lago de Constanza, con elaborados jardines florales, casa de mariposas, y atractivas vistas del lago. Bernadotte se convirtió en la segunda esposa del conde, en 1972.
Después de la muerte del conde en 2004, Sonja Bernadotte se convirtió en jefa de la Fundación que organiza Encuentros de Nobelistas en Lindau, una conferencia científica celebrada anualmente, en Lindau, invitando a los ganadores del premio Nobel a interactuar con jóvenes investigadores de todo el mundo.
La pareja tuvo cinco hijos, todos los cuales todavía están involucrados en el Mainau:
- Bettina Bernadotte (n. 12 de marzo de 1974, en Scherzingen), directora general de Mainau GmbH
- Björn Wilhelm Bernadotte (n. 13 de junio de 1975, en Scherzingen), director general de Lennart-Bernadotte-Stiftung
- Catherina Ruffing-Bernadotte (n. 11 de abril de 1977, en Scherzingen), arquitecta paisajista
- Christian Wolfgang Bernadotte (n. 24 de mayo de 1979, en Scherzingen), involucrado en el Consejo Insular
- Diana Bernadotte (n. 18 de abril de 1982, en Scherzingen), sombrerera capacitada que posee una boutique en el castillo, con sus propias creaciones

## Deceso
Sonja Bernadotte falleció de cáncer de mama en Friburgo de Brisgovia, Alemania, a los 64.